# Ferrante Gonzaga
Ferrante Gonzaga   (Màntua, 28 de gener de 1507 (Gregorià) - àrea metropolitana de Brussel·les, 15 de novembre de 1557 (Gregorià)) fou un condotiero italià, home de confiança de l'emperador Carles V del Sacre Imperi Romanogermànic, qui el va nominar virrei de Sicília del 1535 al 1546 i governador de Milà del 1546 al 1554; a partir del 1539 va ser comte de Guastalla.

## Biografia
Ferran era el cinquè dels sis fills que va tenir Francesc II Gonzaga i Isabel d'Este, marquesos de Màntua. Els seus pares el van destinar a la carrera de les armes i el van enviar a Madrid el 1523, per servir l'emperador Carles V, on va conèixer l'escriptor italià Baldassarre Castiglione. Molt valorat per l'emperador, el 1526 era un dels capitans imperials destinats a la guerra contra França, i el 1527 estava entre els principals protagonistes del saqueig de Roma. Va aprofitar per passar a visitar la seva mare que havia anat a Roma per tractar amb el papa sobre el nomenament del seu fill Ercole com a cardenal.
L'any següent se li va confiar la defensa de Nàpols, que era assetjada pel mariscal Lautrec i en guerra contra els nobles de la Pulla afins als francesos. En pagament pels seus serveis se li va donar en feu el territori d'Ariano Irpino. Ferran aspirava al dot d'Isabel de Càpua, filla i hereva del difunt Ferran de Càpua, que li aportaria Molfetta, Giovinazzo i el Comtat de Benevento. Quan va obtenir el consentiment del papa, de l'emperador i de la mare d'Isabel, Antonicca del Balzo, es va casar amb la princesa de Molfetta a Nàpols el mateix 1529. Amb la unió dels dos patrimonis, va esdevenir un dels majors propietaris de terres del Regne de Nàpols.
El 1530 va comandar el setge de Florència. Per la seva aportació a la caiguda de la República Florentina i el retorn dels Mèdici al govern d'aquesta ciutat, el papa Climent VII, el va nomenar governador de Benevent.
Mentre el seu germà Frederic era nomenat per Carles V comandant general de l'exèrcit imperial a Itàlia i obtenia el títol de duc de Màntua, a Ferran se li va concedir el 1531 el nomenament de cavaller del Toisó d'Or. El 1532 va anar a Àustria, per participar en la defensa contra els turcs.
Carles V el va nomenar virrei de Sicília, càrrec que va tenir del 1535 al 1546 (actualment a Messina encara hi ha les restes de la fortalesa que porta el seu nom, el Fort Gonzaga), i després va ser governador de Milà del 1546 al 1554. Durant el seu govern a Milà, Ferran va estar més o menys implicat en la conjura que va causar la mort de Pere Lluís I de Parma a Piacenza, encara que el responsable directe va ser Giovanni Anguissola; d'aquesta manera va contribuir a alimentar l'odi entre les famílies Farnese i Gonzaga que va caracteritzar els següents decennis.
Ferran va morir a Brussel·les a conseqüència de les ferides per una caiguda de cavall durant la batalla de Sant Quintí (1557). Va ser sepultat a la catedral de Màntua.

## Comte de Guastalla
Ferran va adquirir a la comtessa Ludovica Torelli el senyoriu de Guastalla per 22.230 escuts d'or el 1539. Aquest comtat va gaudir d'autonomia respecte als altres feus adquirits per mèrit o per matrimoni al sud de la península Itàlica. Gràcies a aquesta adquisició va esdevenir el sobirà d'un petit estat i fou el cap d'una dinastia, una nova branca dels Gonzaga, ja que l'emperador li va concedir passar els drets successoris als seus descendents.

## Descendència
Amb la seva esposa Isabel de Càpua va tenir molts fills:
- Anna (1531), morta en la joventut;
- Cèsar (1533 - 1575), comte de Guastalla;
- Hipòlita (1535 - 1563), casada amb Fabrizio Colonna, i més tard amb el duc de Mondragone Antonio Carafa;
- Francesc (1538 - 1566), nomenat cardenal de Cosenza el 1562 i bisbe de Màntua el 1565;
- Andreu Gonzaga (1539 - 1586), marquès de Specchia e Alessano;
- Joan Vicenç (1540 - 1591), cardenal;
- Hèrcules (1545 - 1549) ;
- Octavi (1543 - 1583), casat amb Isabel de Correggio i després amb Cecília Mèdici;
- Flip, mort infant;
- Jerònima, morta infant;
- Maria, morta infant.